# Шаменов, Мурали
Мурали Шаменов  (15 марта 1916 года — 11 сентября 1974 года) — участник Великой Отечественной войны, капитан инженерных войск, советский и партийный работник.

## Молодые годы
Родился в 1916 году в крестьянской среде, в семье ремесленника.
С 1924 по 1931 год учился в сельской школе, получил семиклассное образование. В 1931 году поступил в педагогическое училище г. Кзыл-Орды и окончив его два курса в 1933 году, в связи тяжёлыми материальным положением вернулся в родное село, и в 17-летнем возрасте занимался учительством в начальной школе аула. Однако, не выдержав в родных краях «голощёкинского голодомора», с июля 1934 года по март 1937 года временно проживал с родителями в Узбекистане, где работал участковым гидротехником Нижне-Чирчикского МТС «Узтракторцентр» Ташкентской области. Вернулся на родину и с 13 октября 1937 года был назначен на должность начальника отделения почты «Даулкуль» станции Кара-Кеткен Кармакчинской конторы связи Кзыл-Ординской области, одновременно исполнял обязанности секретаря первичной комсомольской организации. Также в те годы работал контролёром Кара-Кеткенского отделения сберкассы. На этих должностях он был до призыва в ряды Красной Армии.
Был призван в ряды Советской Армии в сентябре 1939 года, красноармеец 457 гаубичного артиллерийского полка 4-го Корпуса. С марта 1940 года командир отделения 366-го стрелкового полка 126 стрелковой дивизии. Завершение военной службы совпало с началом Великой Отечественной войны. С 22 июня 1941 года по сентябрь 1941 года командир отделения 366 стрелкового полка 126 Стрелковой дивизии Северо-Западного фронта. С сентября 1941 года слушатель курсов усовершенствования командирского состава «Выстрел» г. Архангельск, присвоено звание лейтенант. С 23 апреля 1942 года командир пулемётной роты 88-й стрелковой дивизии. Приказом 31-й Армии № 0727 от 16 сентября 1942 года присвоено звание «старший лейтенант» по должности командира взвода пешей разведки 426 стрелкового полка 88 Стрелковой дивизии. С 28 января 1943 года (приказ 326-й СД № 06) помощник начальника штаба по разведке 1101 стрелкового полка 326 Стрелковой дивизии 2-го Прибалтийского и 2-го Белорусского фронтов Красной Армии СССР. Приказом 50-й Армии № 0660 от 21 июня 1943 года присвоено звание «капитан» по вышеуказанной должности.
Участвовал в наступательных операциях, боевых действиях и освобождении Эстонии, а также в овладении городов Рославль, Остров, Тарту (Юрьев-Дерпт), Заальфельд, Старогард, Анклам, Грайфсвальд, Штральзунд, а также городом и крепостью Гданьск (Данциг), портом и военно-морской базой Свинемюнде, в прорыве к побережью Данцигской бухты и в овладении городом Мариенбург.
Во время Отечественной войны показал бесстрашие и воинскую доблесть, о чём свидетельствуют строки из наградных листов:
- Старший лейтенант Шаменов в боях при прорыве линии обороны противника в районе Буды, Монастырская, Кожановка, Пузановка, лично руководил развед. взводом, под его руководством за время боёв 22.02 по 09.03.43 г. взято 9 пленных. Лично с взводом ходил несколько раз в разведку. Неустанно работает над повышением знаний разведчиков, занимается подбором состава взвода. Приказом Командующего войсками 50-й Армии Западного фронта № 0211 от 6 июля 1943 года награждён медалью «За Отвагу» (№ 427179).
- Товарищ Шаменов на должности помощника Начальника Штаба по разведке с января 1943 года. В составе 1101-го Стрелкового полка провёл несколько боевых операций. Под его руководством было захвачено 16 пленных противника. Бесстрашный командир всегда лично возглавляет и руководит развед. операциями. Неустанно работает над боевой выучкой разведчиков. В Отечественной войне награждён медалью «За отвагу». 20 сентября 1943 года организовал разведку, захватив 3-х пленных. За бесстрашие и умение правильно организовать в процессе боёв действия развед. групп приказом Командующего войскам 10-й Армии Западного фронта № 0536 от 30 сентября 1943 года награждён орденом «Красной Звезды» (№ 315007).
- В боях за освобождение Советской Эстонии от немецких захватчиков капитан Шаменов упорно и настойчиво добивается получения сведений о противнике. Капитан Шаменов тщательно изучает местность, руководит разведкой, участвует в ночных разведоперациях. Благодаря его тщательной работе полк в последние дни почти ежедневно имеет пленного и имеет возможность сопоставлять их показания и делать выводы. Успешное продвижение полка и очищение Советской Эстонии от немецких захватчиков в значительной мере обеспечено чёткой и бесстрашной работой капитана Шаменова, постоянно находящегося впереди полка и дающего командованию чёткие данные о местонахождении противника и его средствах защиты и нападения. Приказом Командующего войсками 67-й Армии Ленинградского фронта № 0484-н от 20 сентября 1944 года награждён орденом «Отечественной Войны 2 степени» (№ 257807).
- Офицер разведки капитан Шаменов является участником всех оборонительных и наступательных боёв полка с января месяца 1943 года. Под его руководством были проведены многочисленные разведывательные операции в 1943 и 1944 годах, причём эти операции как правило оканчивались успешно. Полк получал ценные сведения о противнике, захватывались документы и пленные. Лишь под Невелем в течение одного месяца (декабрь 1943 г.) было взято 14 пленных, в том числе 4 пленных с важными оперативными документами.
- Во всех последующих боях капитан Шаменов также добивается осуществления блестящих разведывательных операций, позволивших полку правильно оценивать обстановку и намечать в соответствие с этим необходимые действия.
- За время прохождения полка в обороне на рубеже реки Эльба с 4 сентября 1944 года, капитан Шаменов проводит почти ежедневно разведывательные операции, в результате которых получает в разное время 12 документов, устанавливающих номера частей противника, противостоящих силам полка. Наконец, 15 сентября добивается захвата 3 пленных, давших важные показания об обороне противника, их средствах, силе и намерениях. Захват пленных был разработан и осуществлён капитаном Шаменовым настолько мастерски, что полк при этом не понёс никаких потерь. Наоборот, противник в этой и предыдущей операции, проведённой днём раньше, понёс потери лишь одними убитыми до 40 человек. Приказом Командующего войскам 2-й Ударной Армии 2-го Белорусского фронта № 0161-н от 16 декабря 1944 года награждён орденом «Отечественной Войны 2 степени» (№ 383826).
- Капитан Шаменов в последних боевых операциях вновь отличался организацией и проведением тщательной разведки. 3 мая 1945 года капитан Шаменов разведал силы и средства защиты противника на острове Узедом. Разведчики капитана Шаменова ночью переправились через пролив Пеене, проникли далеко вглубь острова, установили численность противника в районе населённого пункта Вольгастердофе и места его сосредоточения. Данные добытые капитаном Шаменовым легли в основу разработки операции по форсированию пролива и очищению острова от немцев. Проведённая вслед за этим высадка нашей пехоты на остров протекла весьма успешно, и противник принуждён был остров покинуть. Приказом Командующего войскам 2-й Ударной Армии 2-го Белорусского фронта № 1171 от 16 мая 1945 года награждён орденом «Отечественной Войны 1 степени» (№ 189703).

Награды вручены, орденская книжка № 930889.
- 1101 стрелковый полк в составе 38-го стрелкового корпуса 10-й Армии с 13 августа по 3 октября 1943 года вёл наступательные бои в районе Латыши Смоленской области. За время наступления полк форсировал реки Снопоть, Остёр, Десна и совместно с другими частями дивизии, проидя с боями до 150 км и форсировав три реки 25 сентября 1943 года овладел г. Рославль. Видимо за заслуги в этих боях капитан Мурали Шаменов был представлен к ордену «Красная звезда». Однако, орден в своё время не был вручён. Только спустя 52 года награда нашла своего героя, орден был вручён супруге Акшонык Шаменовой в торжественной обстановки руководителем области С. Шаухамановым.

После окончания Великой Отечественной войны по март 1946 года работал военным комендантом города Бойценбург (Восточная Германия).
Приказом командующего Войсками Харьковского военного округа № 0723 от 14 марта 1946 года уволен в запас по ст.43 п. «а».
После войны с мая 1946 г. по март 1950 года работал инструктором Кзыл-Ординского обкома Компартии Казахстана.
С марта 1950 года по сентябрь 1951 года Председатель Кзыл-Ординского областного Совета профсоюзов Казахстана.
Сентябрь 1951 года по декабрь 1954 года корреспондент, заведующий отделом областной газеты «Ленин жолы».
С декабря 1954 года по октябрь 1955 года редактор газеты «Стахановшы» Чиилийского района Кзыл-Ординской области. В числе «тридцатитысячников» по решению руководства страны был направлен для подъёма сельского хозяйства в родное село в Джалагашский район.
С октября 1955 года по апрель 1963 года Председатель колхоза «Коммунизм» Джалагашского района Кзыл-Ординской области. В 1963 году заочно окончил Казалинский сельскохозяйственный техникум.
С апреля 1963 года до конца своей жизни работал директором Ордена Трудового Красного Знамени совхоза «Коммунизм» Джалагашского района Кзыл-Ординской области.
Похоронен на кладбище «Белькум» вблизи родного села.

## Память
Аул «М. Шаменов» в родном районе носит его родовое имя. Также его имя носит улица в районном центре — в посёлке Жалагаш и сельский округ в Жалагашском районе Кызылординской области.

## Награды
- Орден Ленина
- Орден Октябрьской Революции
- Орден Отечественной войны 1-степени
- Два Ордена Отечественной войны 2-степени
- Два Ордена Красной Звезды
- Орден «Знак Почёта»
- Медаль «За отвагу»
- Медаль «За взятие Кёнигсберга»
- Медаль «За победу над Германией в Великой Отечественной войне 1941—1945 гг.»
- Медаль «50 лет Вооружённых сил СССР»
- Две медали «Золотая медаль ВДНХ СССР»
- «Серебряная медаль ВДНХ СССР»
- Две Почётные грамоты Верховного Совета Казахской ССР.